# GTK-Qt
Bộ máy chủ đề GTK-Qt là một dự án cho phép các ứng dụng GTK+ sử dụng giao diện của bộ ứng dụng Qt. Chương trình sẽ sử dụng để vẽ widget vào bộ nhớ đệm, sau đó đưa ra màn hình hiển thị.